# Visayax estampadori
Visayax estampadori is een krabbensoort uit de familie van de Xanthidae. De wetenschappelijke naam van de soort is voor het eerst geldig gepubliceerd in 2008 door Mendoza & Ng.